# Scinax boesemani
La ranita de Boeseman (Scinax boesemani) es una especie de anfibios de la familia Hylidae.
Habita en Brasil, Guayana Francesa, Guayana, Surinam, Venezuela y posiblemente en Bolivia, Colombia y Perú.
Sus hábitats naturales incluyen bosques tropicales o subtropicales secos y a baja altitud y marismas intermitentes de agua dulce. Está amenazada de extinción por la destrucción de su hábitat natural.